# Пакетбот

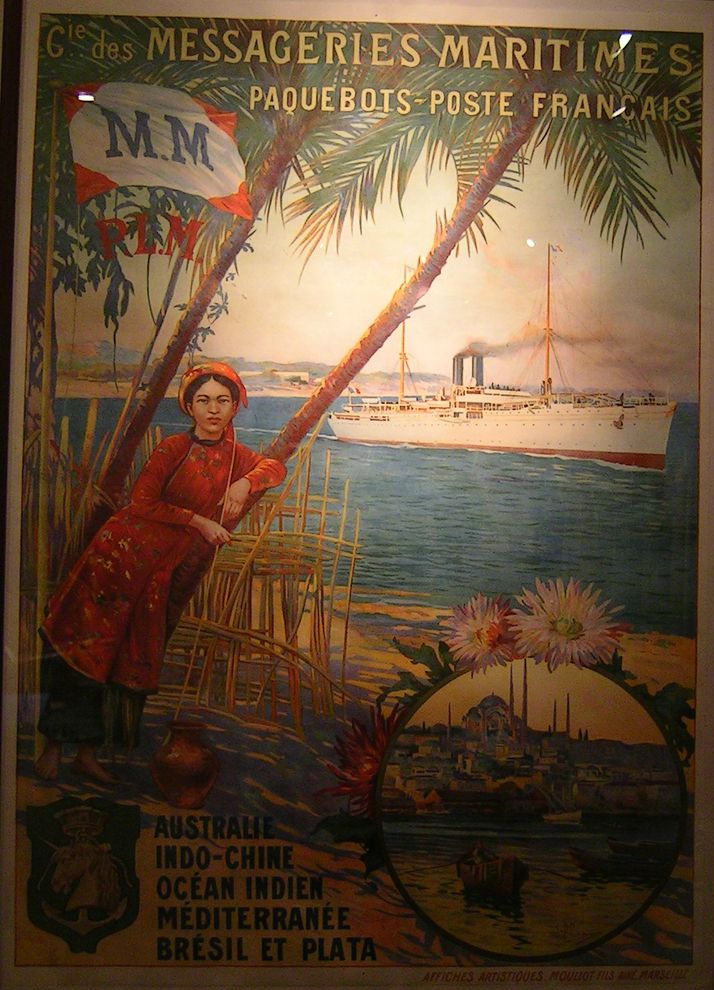

Пакетбо́т (нем. Paketbot, от нем. Pack — тюк и Boot — лодка или через нидерл. раkket-bооt; также англ. packet ship) — старинное почтовое (почтово-пассажирское) судно, которое применяли для перевозок почты морским путём.
В других источниках, на конец XIX столетия, указано что Пакетбот — всякое судно, в новейшее время всего чаще пароход (почтовый пароход), который совершает регулярные рейсы между определенными портами (приморскими пунктами), служа товарному и пассажирскому движениям (с целью перевозки пассажиров, почты, товаров и тому подобное). «Пакетбот» — также название штампа, употребляемого в качестве почтовой пометки на корабельной почте.

## Описание

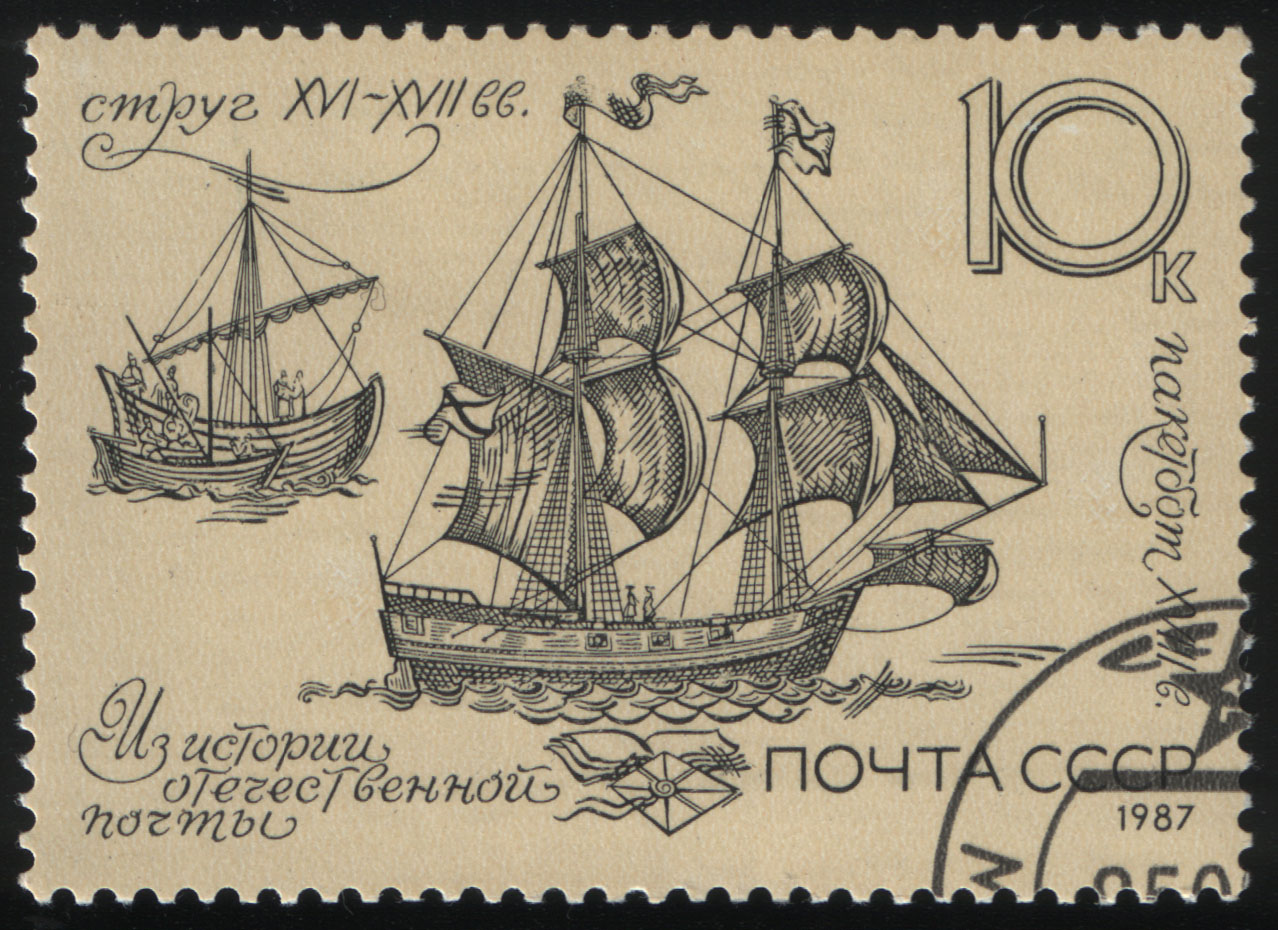
Пакетбот XVIII века (на марке СССР, 1987)

Пакетбот представлял собой двухмачтовое с оснасткой брига (а в XIX веке — зачастую трёхмачтовое) скоростное судно, с помощью которого перевозили почту и пассажиров в некоторых странах в XVIII—XIX веках.
Вооружение пакетботов включало от 12 до 16 пушек мелкого и среднего калибра.
Более поздние пакетботы были паровыми[≡].
В «Энциклопедическом словаре Брокгауза и Ефрона» (1897) было дано следующее определения пакетбота:
Пакетбот — всякое судно, в новейшее время всего чаще пароход, который совершает правильные рейсы между определёнными портами, служа товарному и пассажирскому движениям.

## История
Перевозки почты по морю на пакетботах осуществлялись с начала XVII века в Швеции, России, Великобритании, США и других странах. Самые первые морские почтовые рейсы появились в Швеции в начале 1630-х годов. Они обслуживались судами с письмами из Стокгольма в Германию.
Первые в мире регулярные почтово-пассажирские морские перевозки были открыты 3 апреля 1724 года на линии Санкт-Петербург — Любек. Для её обслуживания вначале использовали русские фрегаты «Святой Яков» и «Принц Александр». Сама идея о перевозке почты за границу на парусных судах принадлежала начальнику почтового управления генерал-почтмейстеру П. П. Шафирову, который доложил о ней Петру I. После одобрения этого предложения Петром два фрегата были переоборудованы для почтовых рейсов и стали именоваться почтовыми пакетботамиШаблон:Соркин.
Почтовый маршрут первых русских пакетботов пролегал через Балтийское море, огибал Лифляндию, Курляндию и побережье Германии и заканчивался в Любекском порту. Там почтовый груз передавался немецким почтовым властям, которые переправляли прибывшие почтовые отправления далее, в том числе в другие европейские страны. Созданная таким образом морская почтовая служба существенно дополнила сухопутную гужевую транспортировку корреспонденции из России через Ригу и Вильно. Для почтовых целей при Петре I была выстроена петербургская почтовая пристаньШаблон:Соркин.
Приказом Петра I вскоре на Олонецкой верфи Ладожского озера для этой линии были построены ещё шесть пакетботов: «Почт-Горн», «Почт-Ваген», «Флигель Дефам», «Куриер», «Постильон» и «Меркуриус». В дальнейшем возникла традиция именовать почтовые и посыльные суда русского флота «Курьер», «Почтальон», «Меркурий».

Почтово-пассажирская морская перевозка по маршруту Санкт-Петербург — Любек (1830-е годы)
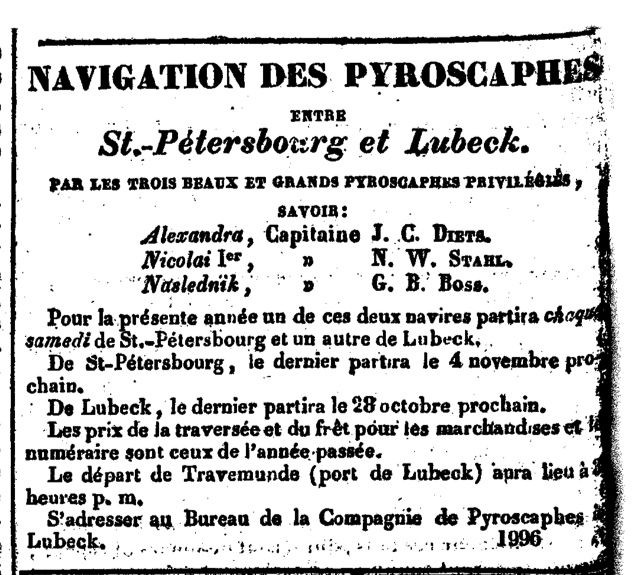
Объявление пароходной компании о навигации трёх пироскафов между Петербургом и Любеком (1837)
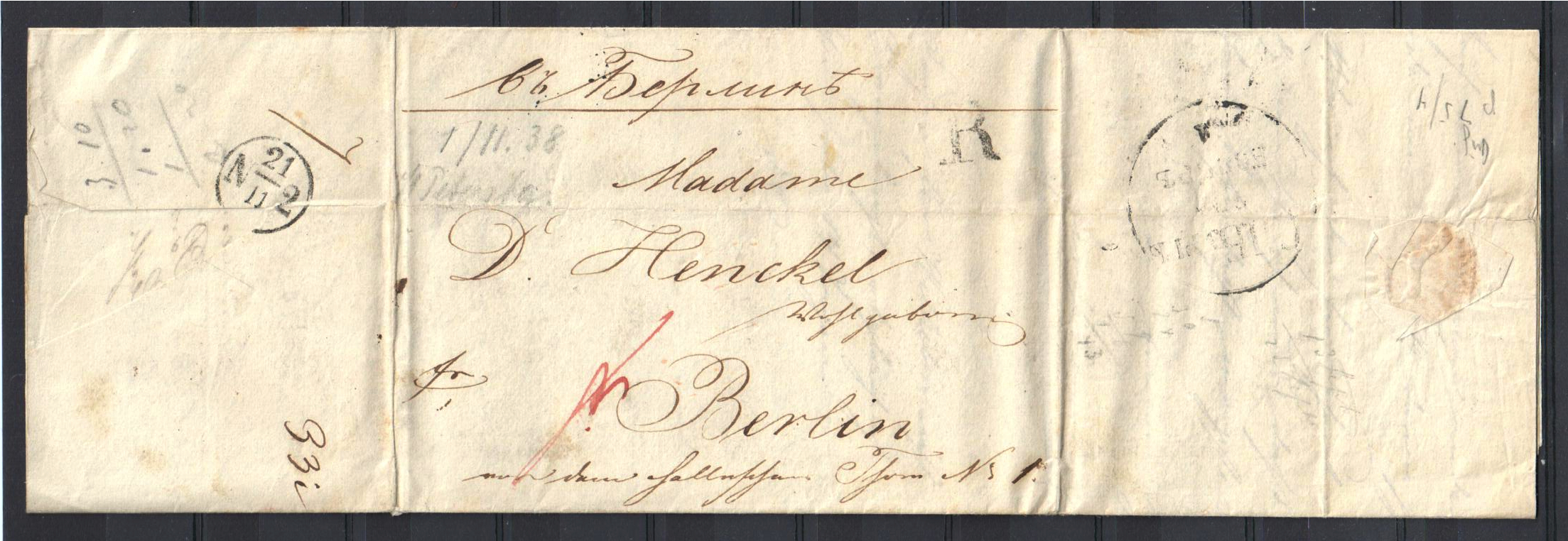
Конверт письма, отправленного пироскафом «Александра» из Петербурга в Любек и далее доставленного сушей в Берлин (1838). Компания, обслуживавшая эту линию, сделала на письме пометку типа B1 — в виде буквы «R» (от нем. «Russland» — «Россия»)

Назначение командовать пакетботами получали лейтенанты русского флота. Военные моряки были задействованы в обслуживании гражданской почты до первой четверти XIX века.
В XIX веке на замену парусным пришли паровые пакетботы[≡].

## Штампы
На отправлениях судовой почты часто встречаются штампы с текстом фр. «Paquebot» («Пакетбот»), что является свидетельством способа их пересылки.
Эти штампы могут различаться по форме и встречаются следующих видов: прямоугольные, круглые, овальные, с рамкой и без рамки.

Примеры оттисков прямоугольных штампов «Paquebot» («Пакетбот») в рамке
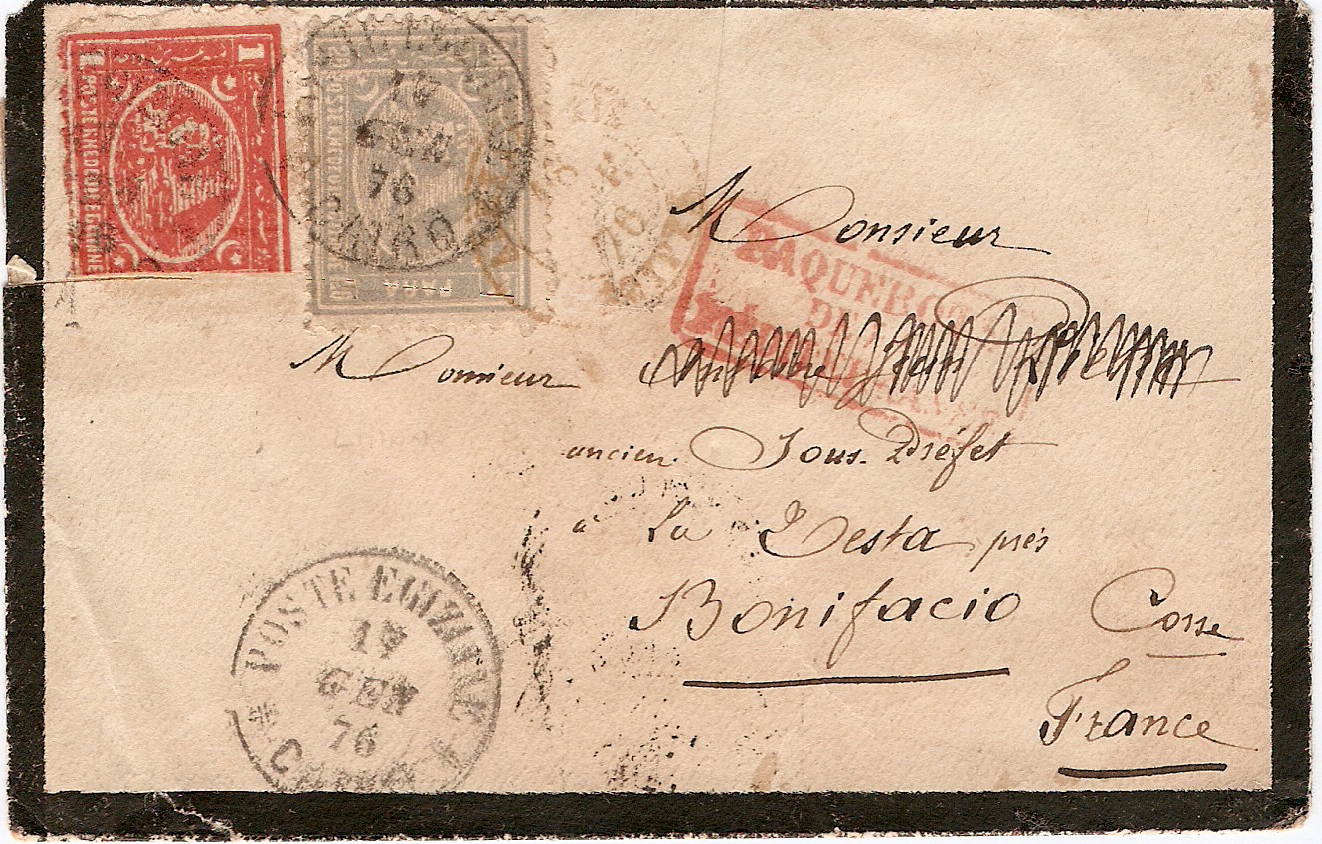
Конверт корабельной почты с красным штампом и текстом в три строки, отправленный из Египта во Францию и франкированный ранними египетскими марками (1876)
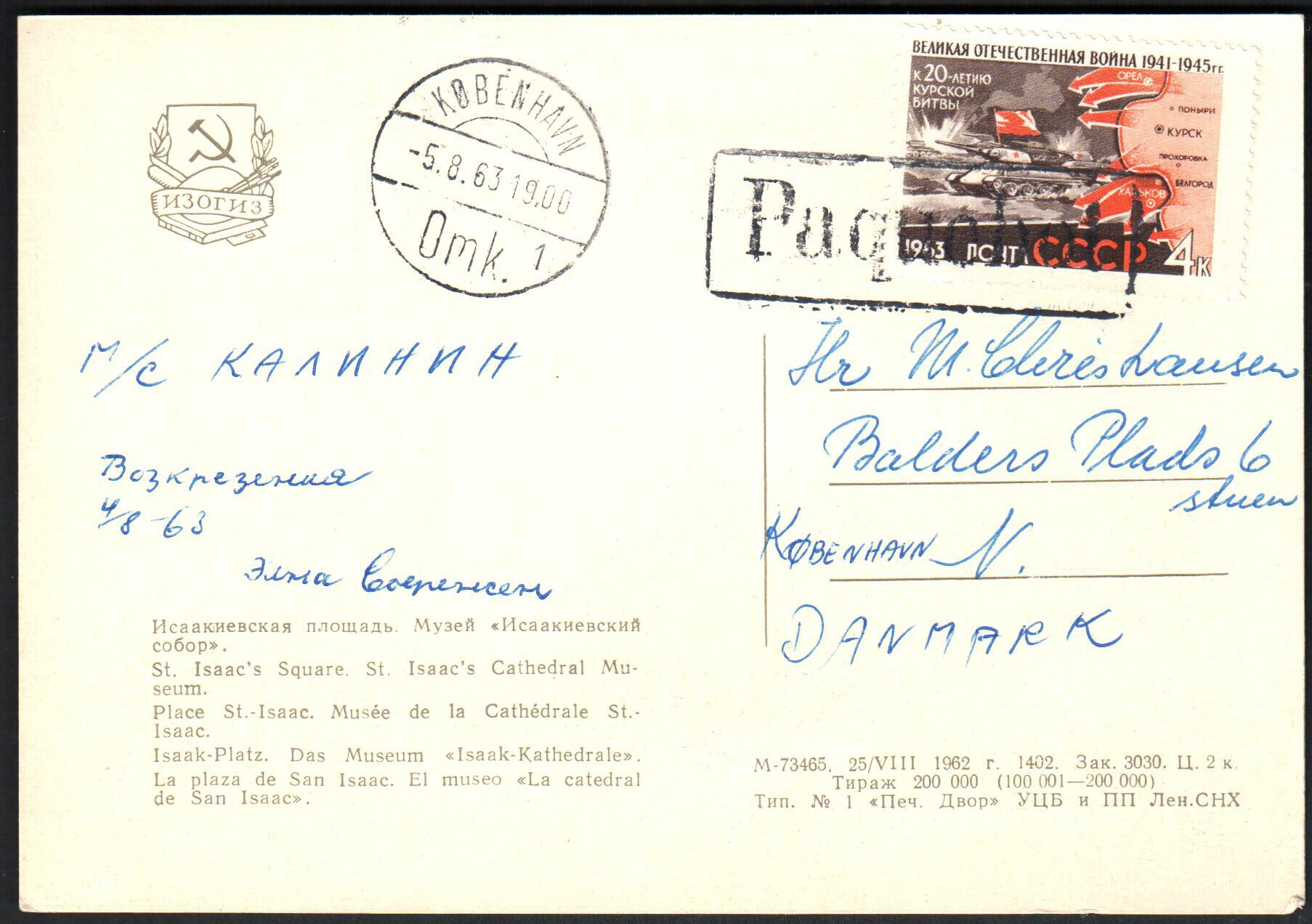
Советская открытка с чёрным штампом, отправленная с круизного лайнера «Михаил Калинин», франкированная маркой СССР «К 20-летию Курской битвы» (Mi # 2778) и помеченная почтовым штемпелем Копенгагена (1963)

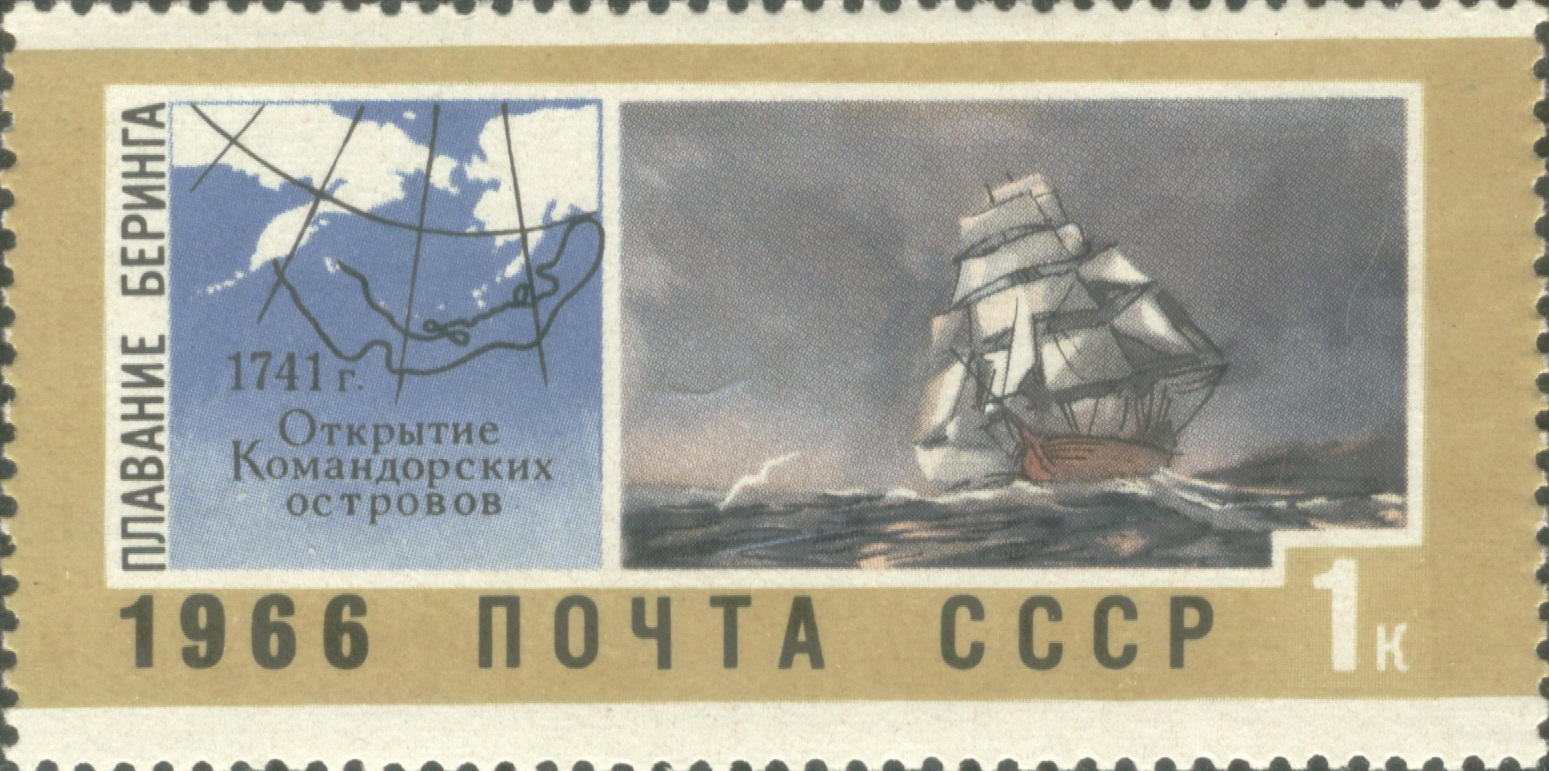
Пакетбот «Святой Пётр» во Второй Камчатской экспедиции (на марке СССР, 1966)

## Известные пакетботы
Названия некоторых пакетботов вошли в историю мореплавания и военно-морского флота России:
- Пакетботы «Святой Пётр» и «Святой Павел» участвовали во Второй Камчатской экспедиции.
- В Хиосском сражении (1770) принимали участие 9 линейных кораблей, 3 фрегата, 1 бомбардирский корабль, 3 пинка, 13 более мелких судов и пакетбот «Почтальон»[10].

Известные командиры пакетботов
Отдельными известными российскими пакетботами командовали следующие лица:
- Витус Беринг — знаменитый русский мореплаватель датского происхождения. Во время Второй Камчатской экспедиции Беринг стоял во главе пакетбота «Святой Пётр».
- Михаил Коняев — капитан-генерал майорского ранга, герой Патрасского сражения. В чине лейтенанта Михаил Тимофеевич командовал пакетботами «Меркурий», «Лебедь» и «Сокол».
- Андрей Разумовский — участник Первой Архипелагской экспедиции и Чесменского боя. Службу начинал командиром пакетбота «Быстрый».
- Дмитрий Лаптев — русский полярный исследователь, в честь которого назван пролив. В 1727 году Дмитрий Яковлевич командовал пакетботом между Кронштадтом и Любеком.